# Terrore sulla città
Terrore sulla città è un film del 1957 diretto da Anton Giulio Majano.

## Trama
Durante la fuga dopo una rapina, un ladro viene morsicato da una cavia che lo contagia con il veleno della peste polmonare. La polizia quindi ora lo cerca anche per fermare la possibile epidemia che potrebbe causare. Il rapinatore finisce ucciso in uno scontro a fuoco.

## Distribuzione
Il film fu prodotto nel 1956 e uscì nelle sale italiane il 30 gennaio 1957.

## Critica
(U. Tani, Intermezzo, 14/15, 15/8/1957)